# Llista de medallistes olímpics d'atletisme (mixta)
Aquesta és una llista dels medallistes olímpics d'atletisme en categoria mixta.
Des dels Jocs Olímpics d'Estiu de 2020, i en un intent de millorar en qüestions d'igualtat de gènere, s'inclouen diverses competicions mixtes entre homes i dones. A les proves d'atletisme s'hi va afegir la prova dels 4×400 metres relleus.

## Medallistes

### Programa actual

#### 4x400 m relleus
| Edició      | Or | Plata | Bronze |
| 2020 Tòquio | PolòniaKajetan Duszyński · Natalia Kaczmarek · Justyna Święty-Ersetic · Karol Zalewski · Dariusz Kowaluk* · Iga Baumgart-Witan* · Małgorzata Hołub-Kowalik* | República DominicanaLidio Andrés Feliz · Marileidy Paulino · Anabel Medina · Alexander Ogando · Luguelín Santos* | Estats UnitsKendall Ellis · Vernon Norwood · Trevor Stewart · Kaylin Whitney · Elija Godwin* · Lynna Irby* · Taylor Manson* · Bryce Deadmon* |

* Indica que els atletes que només corren en les proves preliminars també reben la medalla corresponent